# 天主教芒加教區
天主教芒加教區（拉丁語：Dioecesis Mangana）是布基納法索一個羅馬天主教教區，屬瓦杜加古總教區。
教區於1997年1月2日成立，包括巴澤加、宗德韋奧戈、納烏里三省；2004年時有教友79,387人（佔轄區總人口15.5%）、五個堂區和十五名司鐸。教區主教現時出缺，榮休主教為旺塞斯拉斯·孔波雷。